# FIFA 20
FIFA 20 — 27-я по счёту компьютерная игра из серии FIFA в жанре футбольного симулятора, разработанная компаниями EA Vancouver и EA Romania под издательством Electronic Arts. Игра была официально анонсирована 12 июня 2019 года на выставке E3 2019. Выход игры состоялся 27 сентября 2019 года для игровых платформ PlayStation 4, Xbox One, Windows и Nintendo Switch.

## Релиз

### Демоверсия
Демоверсия FIFA 20 вышла 10 сентября 2019 года и включала в 6 игровых команд — «Боруссия Дортмунд», «Челси», «Тоттенхэм Хотспур», «Ливерпуль», «Пари Сен-Жермен», «Реал Мадрид». Также в этом режиме присутствует демоверсия нового режима VOLTA.

### Обложки
На обложках разных версий FIFA 20 размещены три звезды мирового футбола. Вингер «Реала» Эден Азар является звездой кавер-версии Standart Edition, защитник «Ливерпуля» Вирджил ван Дейк размещен на обложке Champions Edition. Бывший полузащитник «Ювентуса» и мадридского «Реала» и бывший его тренер, Зинедин Зидан размещен на кавер-версии Ultimate Edition.

### Legacy Edition
В то время как версии для Xbox One, PS4 и ПК будут иметь все новые функции, версия для Nintendo Switch будет называться Legacy Edition, с обновленными комплектами, списками и незначительными обновлениями, но без нового режима VOLTA Football или любого другого нового функционала.

## Особенности
Изменения игрового процесса в FIFA 20 в первую очередь касаются новой функции под названием VOLTA Football. Данный режим игры ориентирован на уличный футбол, а не на традиционные матчи, связанные с серией FIFA. Он включает в себя несколько вариантов игры: три против трех, четыре против четырёх и пять против пяти, с возможностью играть по профессиональными правилами футзала. Режим будет включать тот же движок, но упор делается на мастерство игрока и на независимую игру, а не на командную. Кроме того, есть возможность придать индивидуальность своему игроку меняя пол, одежду, обувь, головные уборы, аксессуары и татуировки.
Также были внесены изменения в традиционный режим «11 против 11», а именно, была реализована новая механика пенальти и штрафных ударов, а также обновлена физика мяча.
VOLTA Football включает 17 локаций, каждая из которых создана для получения уникальных впечатлений от игры. Помимо стандартного склада и парковки, игроки также могут соревноваться в Амстердаме, Барселоне, Берлине, Буэнос-Айресе, Кейптауне, Лагосе, Лондоне, Лос-Анджелесе, Мехико, Майами, Нью-Йорке, Париже, Рио-де-Жанейро, Риме и Токио.

### Ultimate team
Включает 88 знаковых игроков, включая 15 новых имен: Карлос Альберто, Джон Барнс, Кенни Далглиш, Дидье Дрогба, Майкл Эссьен, Гарринча, Пеп Гвардиола, Кака , Рональд Куман, Андреа Пирло , Иан Раш , Уго Санчес , Иан Райт , Джанлука Замбротта и Зинедин Зидан — все они представлены впервые.
Новые режимы игры «Царь горы» и «Таинственный мяч» также включены. «Таинственный мяч» в случайном порядке увеличивает характеристики атакующей стороны в пасах, ударах, дриблинге, скорости или всех характеристик разом, что добавляет непредсказуемость каждому матчу. В режиме «Царь горы» игроки борются за владение мячом в случайно сгенерированной на поле зоне, чтобы увеличить количество очков, которые будет стоить следующий гол.

### Режим карьеры
Были внесены некоторые важные изменения — в основном в режиме менеджера клуба. Новые дополнения включают полностью интерактивные пресс-конференции, беседы с игроками, улучшенную систему оценки морального духа игроков, которая теперь может влиять на статистику команды или отдельных игроков, уровни производительности и отношения к менеджером. Появилась возможность полностью настроить внешний вид и пол менеджера, новая динамическая система оценки потенциальных игроков, возможность просматривать новости в реальном времени и использовать новые условия для ведения переговоров. Пользовательский интерфейс стал ориентироваться на лиги.

## Лицензии
По сравнению с FIFA 18, FIFA 19 в FIFA 20 появился Чемпионат Румынии и клуб из ОАЭ Аль-Айн. Также в игре появится 14 новых стадионов из немецкой Бундеслиги.
Из потерь самой ключевой является Ювентус, перешедший под стан Pro Evolution Soccer 2020. Из-за этого FIFA лишилась официальной эмблемы, формы и стадиона туринского клуба. Имена и лица игроков останутся. В этой части игры клуб называется Piemonte Calcio. Кроме этого FIFA 20 лишилась стадионов Барселоны и Баварии.

## Критика
| Сводный рейтинг | Сводный рейтинг |
| Агрегатор       | Оценка          |
| --------------- | --------------- |
| GameRankings    | 76,81 %         |

Согласно агрегатору обзоров Metacritic FIFA 20 получила в целом положительные отзывы и рейтинг 79 из 100 для версий игры для PS4 и Xbox One, а версия для Nintendo Switch получила неблагоприятные отзывы и рейтинг 43 из 100.
Несмотря на изменение некоторых функций режима карьеры, он подвергся критике за то, что пронизан ошибками, например, управляемые компьютером менеджеры противников выбирают необычно слабые команды, игроки меняют позиции случайным образом и происходят необъяснимые изменения рейтингов. Критики говорят о наличии «проблем, которые либо превращают реализм игры в шутку, либо полностью ломают игру». Хэштег #FixCareerMode в течение нескольких дней был в тренде в Твиттере в Великобритании, так фанаты надеялись привлечь внимание к проблемам в режиме. 16 октября 2019 года EA выпустила для игры новый патч, в котором исправлены различные проблемы, на которые жаловались пользователи.
В повторном обзоре игры, опубликованном в Bleacher Report, она была описана как разочаровывающая и несбалансированная. Критике подверглись проблемы с сервером и расстраивающие игровые механики, такие как медленное общение между игроками и подавляющая механика защиты ИИ. Изначально Bleacher Report присвоил игре рейтинг 7,5 из 10, а обновленная оценка составила 6 из 10.